# Lamborghini Estoque
Lamborghini Estoque je konceptualni automobil tvrtke Lamborghini, predstavljen na auto izložbi u Parizu 2008.g.
Za razliku od ostalih modela ove tvrtke, koji su sportski dvosjedi sa središnje smještenim motorom, Estoque je limuzina (sedan) s četiri vrata. Estoque je i prvi model Lamborginija s naprijed smještenim mortorom nakon modela LM002.
Model pokreće 5.2-litreni V10 motor, i ima pogon na sva četiri kotača. 
Kao i većina ostalih Lamborghini modela, ime je vezano uz borbe bikova u Španjolskoj. Estoque je naziv za jednu od vrsta mačeva koje tradicionalno koriste matadori.
Iako je proizvodnja modela najavljena, od planova proizvodnje se odustalo 2009.g. zbog loše ekonomske situacije u svijetu. 

## Vanjske poveznice
- Lamborghini Estoque na conceptcarz.com (engl.)